# Iwan Niedwiżaj
Iwan Makarowicz Niedwiżaj, ros. Иван Макарович Недвижай (ur. 16 kwietnia 1925 w Nowej Grigorjewce, zm. 19 września 1944 w Wisłoku Górnym) – radziecki żołnierz, Bohater Związku Radzieckiego.

## Życiorys
Urodził się 16 kwietnia 1925 w ZSRR w ówczesnym rejonie aleksandrowskim, okręgu stawropolskim, kraju północno-kaukaskim na obszarze Osetii. Pochodził z rodziny chłopskiej. W wieku dziecięcym zamieszkał w Biesłanie, gdzie chodził do szkoły, później przeniósł się do Groznego, gdzie uczęszczał do szkoły zawodowej i podjął pracę w zajezdni kolejowej.
Podczas II wojny światowej został powołany do Armii Czerwonej 5 sierpnia 1942, a od 13 września 1942 brał udział w walkach na froncie wschodnim, początkowo na Froncie Północno-Kaukaskim, później wyróżniał się w walkach na Froncie Krymskim. Uczestniczył w działaniach na obszarze polskim. Podczas operacji dukielsko-preszowskiej 19 września 1944 poległ w trakcie zdobywania wsi Wisłok Górny około 6 km od granicy z Czechosłowacją. Pełniąc wówczas funkcję dowódcy sekcji kompanii zwiadowczej 897 sewastopolskiego pułku strzelców górskich w składzie 242 Tamańskiej Dywizji Strzelców Górskich, 3 Korpusu Strzelców Górskich, 1 Gwardyjskiej Armii, 4 Frontu Ukraińskiego. Wówczas wobec ostrzału sowieckiej piechoty przez nieprzyjacielskie trzy „zenitówki” ze wzniesienia 576 Niedwiżaj podjął się próby unieszkodliwienia dział stając na czele 9-cioosobowej grupy zwiadowców-ochotników do tej akcji. Ochotnicy zbliżyli się na bliską odległość baterii i usiłowali dokonać zniszczenia dział przy pomocy granatów. Wobec wykorzystania ich zasobów Niedwiżaj wspiął się na lufę działa próbując skierować ją własną siłą na bok, jednak został zabity seriami jej ładunków. Akcja zwiadowców i samego Niedwiżaja umożliwiła Sowietom zniszczenie obsługi artyleryjskiej Niemców i zdobycie Wisłoka Górnego.
Pierwotnie został pochowany w Woli Piotrowej. Później jego szczątki zostały przeniesione i pochowane w mogile nr 81 w kwaterze żołnierzy Armii Czerwonej na cmentarzu komunalnym w Sanoku.
Jego imieniem została nazwana ulica i szkoła w Biesłanie oraz ulica w Groznym. Bohaterstwo Iwana Niedwiżaja opisał marszałek Andriej Grieczko w swoich wspomnieniach pt. Poprzez Karpaty, wydanych w 1970.

## Odznaczenia
- Bohater Związku Radzieckiego – pośmiertnie (24 marca 1945)
- Order Lenina – pośmiertnie (24 marca 1945)
- Złota Gwiazda
- Order Czerwonej Gwiazdy (21 czerwca 1944)
- Medal „Za Odwagę” (31 października 1943)